# Musumet
Shooting Starlets Musumet (流星戦隊ムスメット, Ryusei Sentai Musumetto) es una serie creada por TNK y Wonderfarm en el 2004 basada en el trabajo original de Mutsuki Juzo, fue producido por Pony Canyon y Wonder Farm y transmitido por Chiba Televisión, el diseño fue hecho por Hasegawa Koji y Miya Yutaka y dirección fue de Kimiya Shigeru. La serie es de comedia-romance con tintes de ecchi y fan service, tiene 13 episodios de 25 minutos de duración, se emitió por el canal Animax en la franja para adultos Lollipop. Ahora es posible verla por el canal Mix Play TV.

## Argumento
Un día, siete estrellas fugaces cayeron en Japón, las cuales eran de 7 colores y con poderes terribles. Los que tocaron las estrellas fueron convertidos en monstruos. Fue entonces cuando dos científicos, un hombre y una mujer, consiguieron 3 estrellas secretamente y las estudiaron, descubrieron que podían controlar sus poderes por medio de un casco especial que ellos diseñaron. El nuevo casco, llamado "Musumet", le da al que lo posee superfuerza, amplifica la agilidad y el poder ilimitadamente. Los dos científicos fundaron una organización llamada "MET" (Metropolitan Emergency Team o Equipo de Emergencia Metropolitano), para mantener la paz mundial y proteger la tierra de los desastres causados por las otras estrellas fugaces.
Sus tres hijas Kurenai, Aoi y Midori se unieron al MET para ayudar a cumplir la misión de su padre. Incluso llevando el Casco Musumet su ropa no cambia salvo el casco, los guantes y las botas. Así que tienen que actuar con su propia ropa. Las chicas deben ir a los incidentes llevando el uniforme del colegio, el traje de gimnasio, bañadores , dependiendo del caso, haciendo siempre un gran trabajo. Aunque el resto del tiempo son adolescentes normales que sueñan con el amor y los chicos.

## Personajes
- Kurenai Mishina (三色 紅?): La más pequeña de las hermanas pero la más entusiasta, tiene el poder del meteoro rojo con lo que la hace más eficaz en el aire. Es alegre, cariñosa, siempre deseando encontrar a su príncipe azul.
- Aoi Mishina (三色 葵?): La más grande de las hermanas, tiene 18 años y aparece con una actitud seria en muchas ocasiones, tiene el poder del meteoro azul que le hace más eficaz en el agua. Es la que siempre da una opinión ante cada situación riesgosa, pero aunque su carácter no sea tan amable también tiene un buen corazón.
- Midori Mishina (三色 翠?): La segunda hermana, la más delicada, amable y responsable de las tres hermanas, usa el poder del meteoro verde con la que la hace más eficaz en la tierra. Es la que siempre desea imponer tranquilidad cuando la situación lo amerita.
- Shion Saotome (早乙女シオン?): Es la mayor de la familia Saotome, una familia muy importante en la ciudad. Siempre se quiere imponer con soberbia sobre cualquiera, en especial de las hermanas Mishina, a quienes detesta. Ella es la otomet celeste mejorada de la musumet azul incluso puede vencer la fuerza física de los meteoritos.
- Marcia Saotome (早乙女マルシア?): Es la segunda hermana Saotome, también es soberbia pero menos que su hermana mayor. De igual manera odia a las hermanas Mishina. Ella es la otomet magenta version mejorada de la musumet roja e incluso puede vencer la fuerza de gravedad de la tierra.
- Kou Saotome (早乙女コウ?): La menor de las hermanas Saotome, es la más pasiva de las tres hermanas pero también la más caprichosa. Igualmente detesta a las hermanas Mishina. Es la otomet amarilla la versión mejorada de la musumet verde incluso puede romper la roca del subsuelo.
- Yamato Shirai (白井 ヤマト?): Miembro del Escuadrón MET, trabaja como profesor en la escuela de las hermanas Mishina, su labor es de ayudante en el MET. Su actitud es muy calmada y respetuosa, siempre está deseoso de ayudar, especialmente a las chicas para tratar así de conseguir novia, aunque siempre lo rechazan. Será el interés amoroso de las protagonistas y antagonistas.
- Hiroshi Kishida (岸田 博士?): Jefe del Escuadrón MET, director de la escuela donde estudian las hermanas Mishina y el padre adoptivo de ellas tras la muerte de su verdadero padre y mejor amigo, el Doctor Mishina. Su carácter es tranquilo pero también de seriedad cuando la situación lo requiera, su mayor deseo es obtener todos los meteoritos pero también ver si algún día sus hijas le dicen papá.
- Nako Seijou (青錠 奈子?): Miembro del Escuadrón MET, es la experta en inventos para así ayudar a las heroínas. Su manera despreocupada de pensar es la de vivir tranquila y fácilmente, sin muchos problemas, lo cual no es impedimento para que realice bien su trabajo.
- Murasaki Shikibe (色部 紫?): Miembro del Escuadrón MET, trabaja como profesora en el colegio de las hermanas Saotome, en el Escuadrón ayuda en la detección de los meteoritos que fueron activados. Es una mujer con un fuerte sentido del deber aunque a veces no lo parezca.
- Modoki (モドキ?): Miembro del MET, él es un extraterrestre que llegó al planeta luego de la destrucción del suyo por culpa de los meteoritos, para así evitar que esa misma suerte le suceda a la Tierra. Es un ser compasivo, tierno y muy amable, siempre tratando de elevar los ánimos a los demás. Vive en la casa del doctor Kishida.
- George (フジミ?): El mayordomo de la familia Saotome, siempre pendiente de ellas y cumpliendo todas sus órdenes al pie de la letra, así los mandatos sean bastante humillantes o casi imposibles de realizar. Tiene una actitud seria aunque en muchas ocasiones la pierda. Posee el hábito de usar palabras en francés, como "Bonjour" o "Mademoiselle".

## Reparto
| Personaje          | Actor de Voz (Japón) | Actor de Voz (Latinoamérica) |
| ------------------ | -------------------- | ---------------------------- |
| Kurenai Mishina    | Ayano Matsumoto      | Liliana Barba                |
| Aoi Mishina        | Akiko Kawase         | Mayra Arellano               |
| Midori Mishina     | Chiaki Osawa         | Diana Pérez                  |
| Hiroshi Kishida    | Ken Narita           | Armando Coria                |
| Yamato Shirai      | Kyōsei Tsukui        | Irwin Daayán                 |
| Marcia Saotome     | Atsuko Enomoto       | Isabel Romo                  |
| Kou Saotome        | Haruko Momoi         | Mariana Ortiz                |
| Shion Saotome      | Masumi Asano         | Adriana Casas                |
| Shinobu Nakagawa   | Maria Yamamoto       | ?                            |
| Padre de Midori    | Masami Kikuchi       | Marcos Patiño                |
| Nako Seijou        | Miyu Matsuki         | Gaby Ugarte                  |
| George             | Mugihito             | ?                            |
| Modoki             | Nana Inoue           | Gaby Willer                  |
| Juusaburou Mutsuki | Takuma Suzuki        | ?                            |
| Murasaki Shikibe   | Yurika Hino          | ?                            |

## Música
- 1.er Opening: "Ai no Senkou" (愛の閃光) por Musumet: Ayano Matsumoto, Chiaki Ohzawa y Akiko Kawase.
- 2.º Opening: "Aya Trichromatic" (彩 Trichromatic) por Atsuko Enomoto, Masumi Asano y Haruko Momoi.
- Ending: "Musumegokoro * Otomegokoro" (ムスメゴコロ☆オトメゴコロ) por Musumet: Matsumoto Ayano, Ohzawa Chiaki y Kawase Akiko.

- Datos: Q3305088